# Liste der Bodendenkmale in Goldbeck
In der Liste der Bodendenkmale in Goldbeck sind alle Bodendenkmale der Gemeinde Goldbeck und ihrer Ortsteile aufgelistet. Grundlage ist die Veröffentlichung der Landesdenkmalliste mit Stand vom 25. Februar 2016. Die Baudenkmale sind in der Liste der Kulturdenkmale in Goldbeck aufgeführt.
| Denkmal-ID | Fundart            | Ortsteil   | Bezeichnung                 | Zeitstellung | Lage                                                                                           | Bemerkungen | Bild |
| ---------- | ------------------ | ---------- | --------------------------- | ------------ | ---------------------------------------------------------------------------------------------- | --- | ---- |
| 428310079  | Befestigung > Burg | Bertkow    | Burganlage (Niederungsburg) | Mittelalter  | südwestl. des Ortes, südl. der Straße nach Goldbeck, „Schöppenstuhl“, neben Rohrteich (Lage)   | Areal stark zugewachsen und nur schwer zugänglich. Durch das hohe Gras ist eine relativ flache Geländeerhöhung kaum zu erkennen.                                             |      |
| 428310129  | Befestigung > Burg | Möllendorf | Burghügel (Motte?)          | undatiert    | im Ort, Südostecke des Dorfes, Niederungslage, Grundstück Dorfstraße 52, „Veilchenberg“ (Lage) | Wohl Motte, seit 1. März 1956 unter Schutz! Auf einem privaten eingezäunten Grundstück im Garten. Der Hügel hat einen Durchmesser von ca. 20 m und eine Höhe von ca. 3,00 m. |      |